# Trachurus trachurus
Il suro o sugarello  (Trachurus trachurus), è un pesce d'acqua marina della famiglia dei Carangidae.

## Descrizione
Presenta una linea laterale accessoria estesa lungo quasi tutto il dorso, che è verde con vivaci iridescenze. la linea laterale è dotata di scutelli molto larghi. I fianchi sono argentei e ha una macchia nera sulla parte postero-superiore dell'opercolo e un'altra all'ascella delle pettorali.
Le pinne dorsali sono grigie, quella anale e le ventrali biancastre, le pettorali e le ventrali grigio-verdognolo. È lungo normalmente circa 30 cm, ma alcuni esemplari raggiungono i 40 cm.

## Distribuzione e habitat
Abita in zone profonde comprese tra i 200 e i 1000 m, ma è possibile trovarlo raramente a bassa profondità soprattutto in aree riparate e ombrose.
Si trova nell'Oceano Atlantico nord-orientale, dall'Islanda al Senegal, comprese le isole del Capo Verde, oltreché nel Mar Mediterraneo e raramente nel Mar Nero. Esistono due popolazioni principali: quella occidentale che vive al largo dell'Europa occidentale, e la popolazione settentrionale che vive nel Mare del Nord.

## Conservazione della specie
A metà degli anni duemila, l'UICN ha classificato il sugarello "vulnerabile"   a causa di un rapido calo (superiore al 90%) al largo della costa dell'Africa occidentale, portando la popolazione di questa specie sotto il limite biologico di sicurezza per lo sfruttamento. Le cause sono un aumento sconsiderato della pesca. Questo sfruttamento porterà ad un calo totale di almeno il 40% nel 2035 con ripercussioni anche nella popolazione delle acque europee. Per tale motivo è stato indicato di ridurne lo sfruttamento di almeno il 50%. 

## Biologia
Si riunisce in grandi banchi nelle acque costiere, dove si nutre di crostacei, cefalopodi e altri pesci. I giovani si riuniscono in branchi sotto l'ombrello di grosse meduse (soprattutto delle specie Rhizostoma pulmo e Cothylorhiza tuberculata) trovando riparo e protezione senza alcun pericolo in quanto immuni dal veleno delle sue nematocisti. Anche altri giovani carangidi, ad esempio la ricciola, hanno lo stesso comportamento.

## Uso alimentare da parte dell'uomo
Il sugarello è commestibile e può essere affumicato, fritto, salato e cotto, ed anche bollito condito con un filo d'olio extravergine d'oliva e una spruzzata di limone.
Ottimo anche alla griglia e crudo.